# Fort bij Uitermeer

Linksboven een voorloper van het huidige fort (1675)

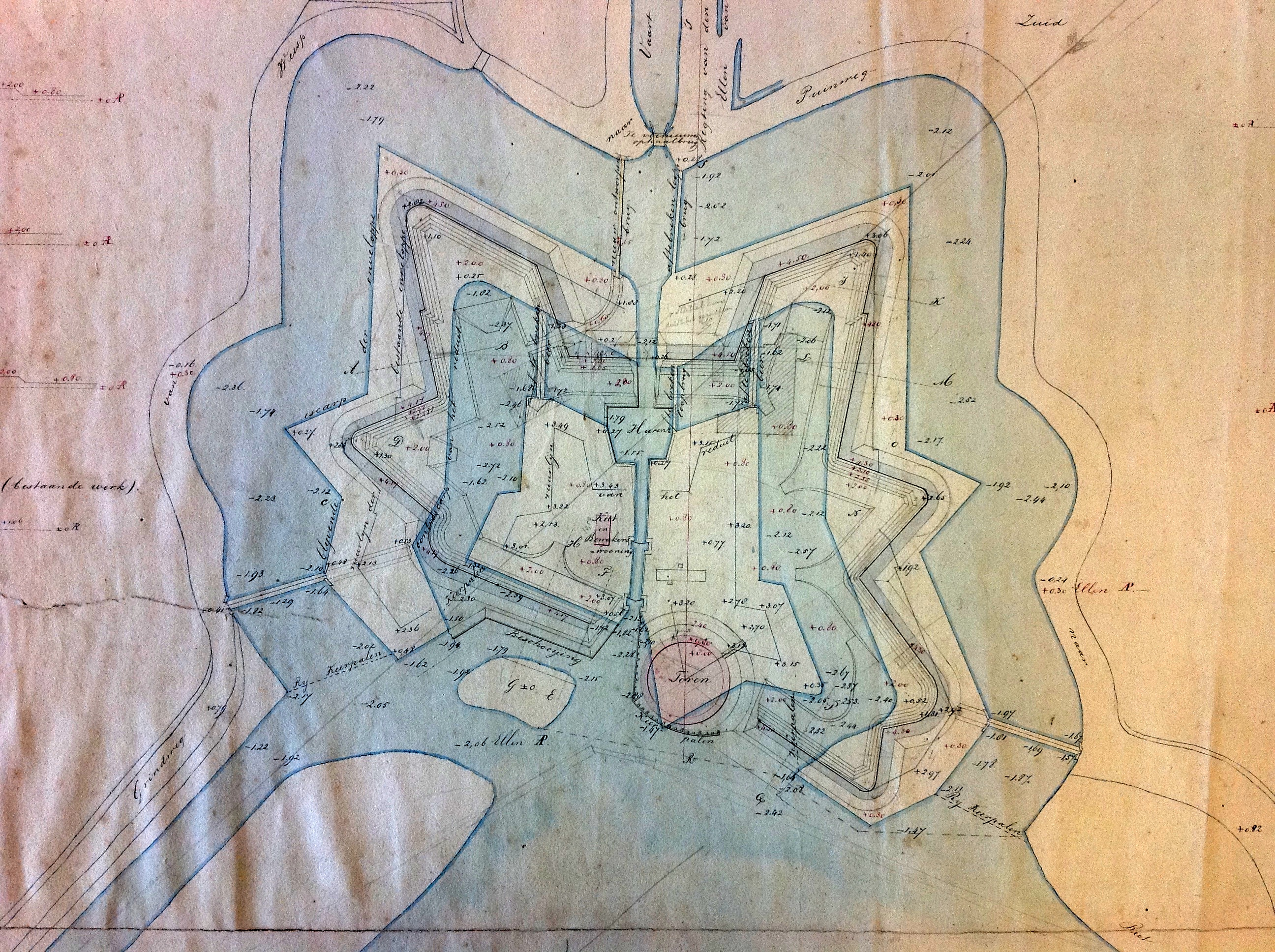
De bouwplannen uit 1845 voor een aanzienlijke verandering van het fort. Er staat een torenfort ingetekend, maar de schepen blijven nog steeds de sluis in het fort gebruiken

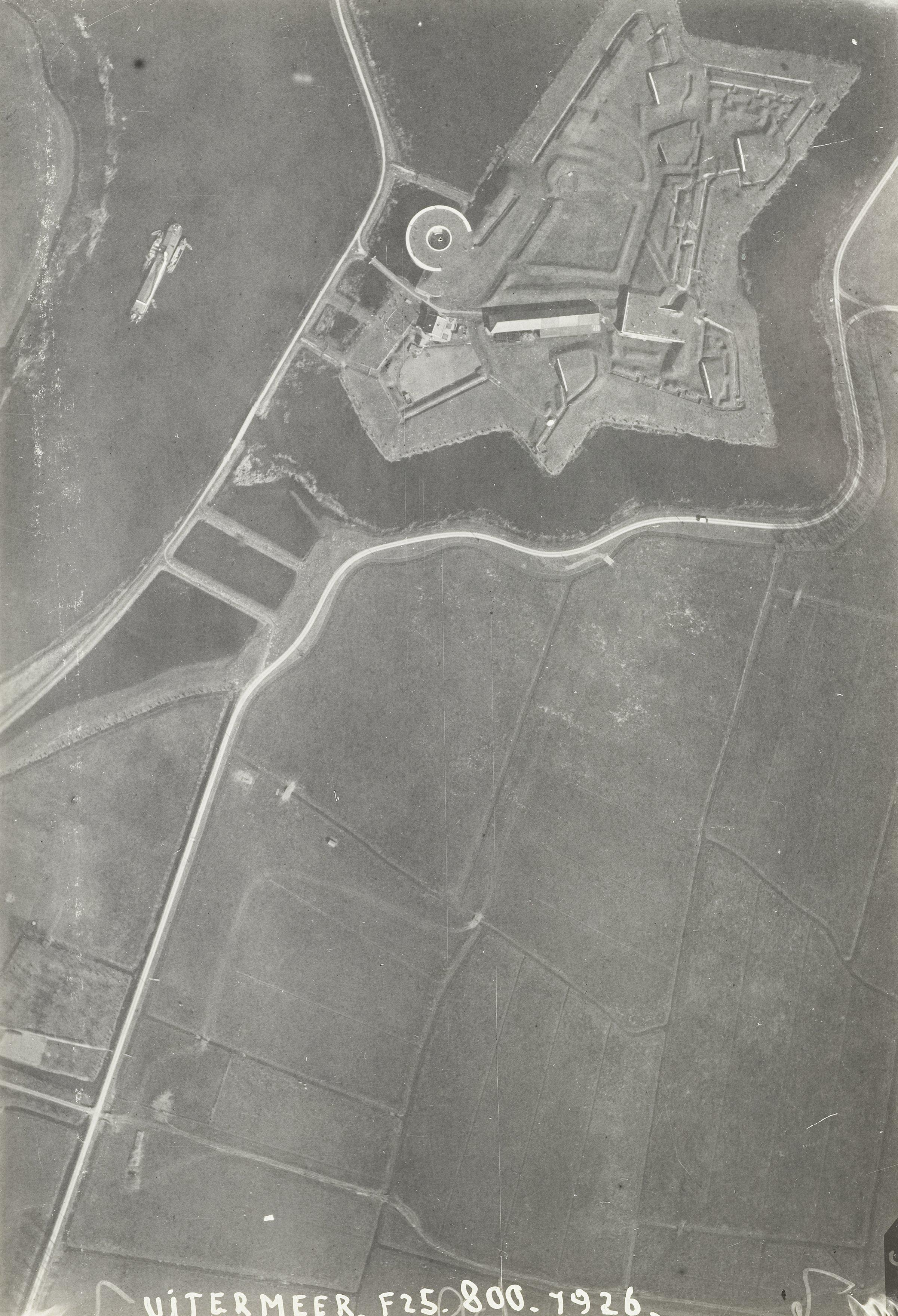
Het fort in 1926. Nu zijn de vaart en de sluizen in het fort gedempt; de schepen varen buiten het fort om. De nieuwe sluis ligt ten noorden van het fort en staat niet op deze foto.

Het Fort Uitermeer is een oud fort dat is opgenomen in de Nieuwe Hollandse Waterlinie en later de Stelling van Amsterdam. Het is gelegen in de Noord-Hollandse gemeente Weesp op de oostoever van de Vecht, ten zuidoosten van Weesp bij het gehucht Uitermeer. Ten zuidwesten ligt het Fort bij Hinderdam en ten noordwesten de Vesting Weesp.
Het fort had als doel het beschermen van de landdoorgangen tussen het Naardermeer en de Vecht. De twee belangrijkste doorgangen waren de Spoorlijn Amsterdam – Amersfoort en de weg van Hilversum naar Weesp (langs de tegenwoordige N236). Tevens kon het de buurforten met zijn geschut ondersteunen. Het beschermde tevens de sluis waarmee het land onder water gezet kon worden.

## Geschiedenis

### Schans
Omstreeks 1589 werd op de plaats van het huidige fort een schans aangelegd ter verdediging van Weesp. Na het graven van de 's-Gravelandsevaart en de aanleg van de schutsluis werd de Uitermeersche Schans een schakel in de Oude Hollandse Waterlinie. Om de sluis, die tevens een rol had gekregen om het land tussen de Vecht en de vesting Naarden onder water te zetten, werd de schans in 1673 tot fort verstevigd. Het fort leidde niet tot verandering voor het scheepvaartverkeer, dat kon nog steeds van de schutsluis gebruikmaken. Voor het schutten moest wel betaald worden: twee stuivers voor een groot schip en een halve stuiver voor vis- en melkschepen.
In het najaar van 1787 had de Pruisische inval plaats. Het Pruisische leger rukte op en op 17 september viel het fort zonder strijd. Een verkenningseenheid van de Pruisen, bestaande uit een luitenant, 40 ruiters en 16 scherpschutters, naderde het fort. Het fort was slechts bemand met zes soldaten en een sergeant. Het regende en de verdedigers schuilden in het wachthuis. De bewaking van de vestingbrug hadden ze overgelaten aan een boerenknecht. Deze knecht liet de brug zakken nadat de luitenant hem krachtig had toegesproken.

### Bouw torenfort
In de Franse tijd raakte het fort in verval en dit werd pas gekeerd in 1845. Er werd in dat jaar op het terrein een torenfort gebouwd, het eerste exemplaar van een serie van drie. Twee andere kwamen aan de Ossenmarkt in Weesp (bouwjaar 1861) en aan de monding van de Vecht in de Zuiderzee bij Muiden, de Westbatterij (1852). Het torenfort heeft een doorsnede van ongeveer 30 meter en telde twee verdiepingen. Er was een open binnenplaats en een trap liep langs de muur. Op de verdieping waren 12 kamers met 10 britsen per kamer. Iedere kamer, ook op de begane grond, had drie schietgaten in de buitenmuur. Op de begane grond waren nog vijf kamers voor de manschappen en verder vertrekken voor de wacht en commandant, een ziekenzaal en magazijnen voor de opslag van munitie en levensmiddelen.
In 1874 werd een kanonremise bijgebouwd. Het gebouw bood ruimte voor de opslag van kanonnen, munitie en de bemanning. In 1876 volgde een ingrijpender verandering. De introductie van de brisantgranaat en de verbeteringen van geschut maakten de bakstenen toren kwetsbaar. De slotgracht werd gedempt, de ophaalbrug afgebroken en de toegangsdeur dichtgemetseld. Op het dak verdween de gemetselde borstwering en hier kwam een dikke zandlaag voor in de plaats. Aan de zuidkant van de toren kwam een nieuw wachtgebouw, dat via een nieuwe, kleine deur in de torenmuur toegang tot de toren gaf. Vanaf het wachtgebouw en oostelijk van de toren werd een aarddekking aangebracht, die strekte tot over de daken van toren en wachtgebouw.

### Verplaatsing sluis
In 1878 werd de schutsluis, die direct langs het torenfort liep, verplaatst naar de noordzijde van het fort; de 's-Gravelandsevaart werd om het fort heen geleid. In 1885 werden nog diverse schuilplaatsen voor kanonnen gebouwd en in 1913 werd het fort toegevoegd aan de Stelling van Amsterdam. Een bezetting van ongeveer 175 man moest de inundatiesluis bewaken en de twee belangrijke - hoger gelegen - toegangswegen naar Amsterdam, de Spoorlijn Amsterdam – Amersfoort en de vaart met de naastgelegen weg verdedigen. Omstreeks 1910 had men nog plannen gemaakt om het fort te moderniseren door herbouw naar een standaardfort zoals deze in de Stelling werd toegepast, maar kort na het uitbreken van de Eerste Wereldoorlog werden deze bouwplannen ingetrokken.
In de jaren dertig zijn nog ten oosten van het fort diverse groepsschuilplaatsen en bunkers gebouwd. De schuilplaatsen lagen in het veld en tussen de loopgraven. In geval van een vijandige beschieting konden de soldaten daar schuilen. De bunkers waren strategisch gelegen, met name lang de spoorweg, en kregen of een machinegeweer of kanon om de vijand op afstand te houden. Nederland gaf zich in mei 1940 over en de frontlinie heeft Fort Uitermeer nooit bereikt. Tijdens de Tweede Wereldoorlog heeft de Duitse bezetter het fort gebruikt als opslagplaats.

### Einde vestingwerk
Op 25 januari 1951 werd het fort per Koninklijk Besluit benoemd als "vestingwerk van geene klasse". In 1954 kreeg de in Wezep gelegerde 102 Compagnie Mechanische Uitrusting van de Genie de opdracht om het fort te slopen en de grond te egaliseren. Zij arriveerden aan het begin van het jaar. Eerst werd de grond afgegraven van het talud dat tegen het torenfort lag. De grond werd gebruikt voor het dempen van de fortgracht en uitbreiding van het terrein. De toegangspoort naar het torenfort werd in juni 1954 opgeblazen en de aanwezige bunkers volgden in de zomer. Het opblazen van het torenfort lukte maar deels, alleen de buitenmuren van gemetseld baksteen staan nog overeind. De kanonremise uit 1874 bleef ook behouden, maar de aarddekking werd verwijderd.
Het terrein bleef in gebruik door Defensie. De vrijgekomen ruimte op het fort werd gebruikt voor de bouw van munitiemagazijnen. Verspreid op het terrein staan nog kleine magazijnen voor de opslag van munitie of plofhuisjes. Zij maken deel uit van de geschiedenis van Nederland in de Koude Oorlog.
In 1995 verkocht het Rijk het fort aan de provincie Noord-Holland, die er een steunpunt voor wegenonderhoud en voor de muskusrattenbestrijding vestigde. De fortgracht valt onder het beheer van de Vereniging Natuurmonumenten.

## Huidige situatie
Het fort heeft al lange tijd zijn militaire functie verloren. Van het oorspronkelijke fort is weinig meer over; de vestinggracht ligt er nog en van de gebouwen staan alleen nog het torenfort en een kanonremise. De toren die uitkijkt over de Vecht is gerestaureerd in 2007.
Op 22 april 2009 heeft de provincie het fort overgedragen aan de Stichting Uiteraard Uitermeer die het terrein verder gaat ontwikkelen. Er is een wandelroute rond het fort en door graafwerkzaamheden is de oude sluis van de 's-Gravelandsevaart, die in 1878 buiten het fort werd verplaatst, weer zichtbaar geworden.
Vanaf 2017 is het mogelijk om met vrijwilligersorganisatie Welkom in Weesp, mee te varen vanuit het centrum van Weesp naar Fort Uitermeer. Dit gebeurt op een boot genaamd "De Vuurlinie", een ponton waarop de een van de karakteristieke houten huizen in de voormalige vuurlinie langs de Utrechtseweg is nagebouwd.

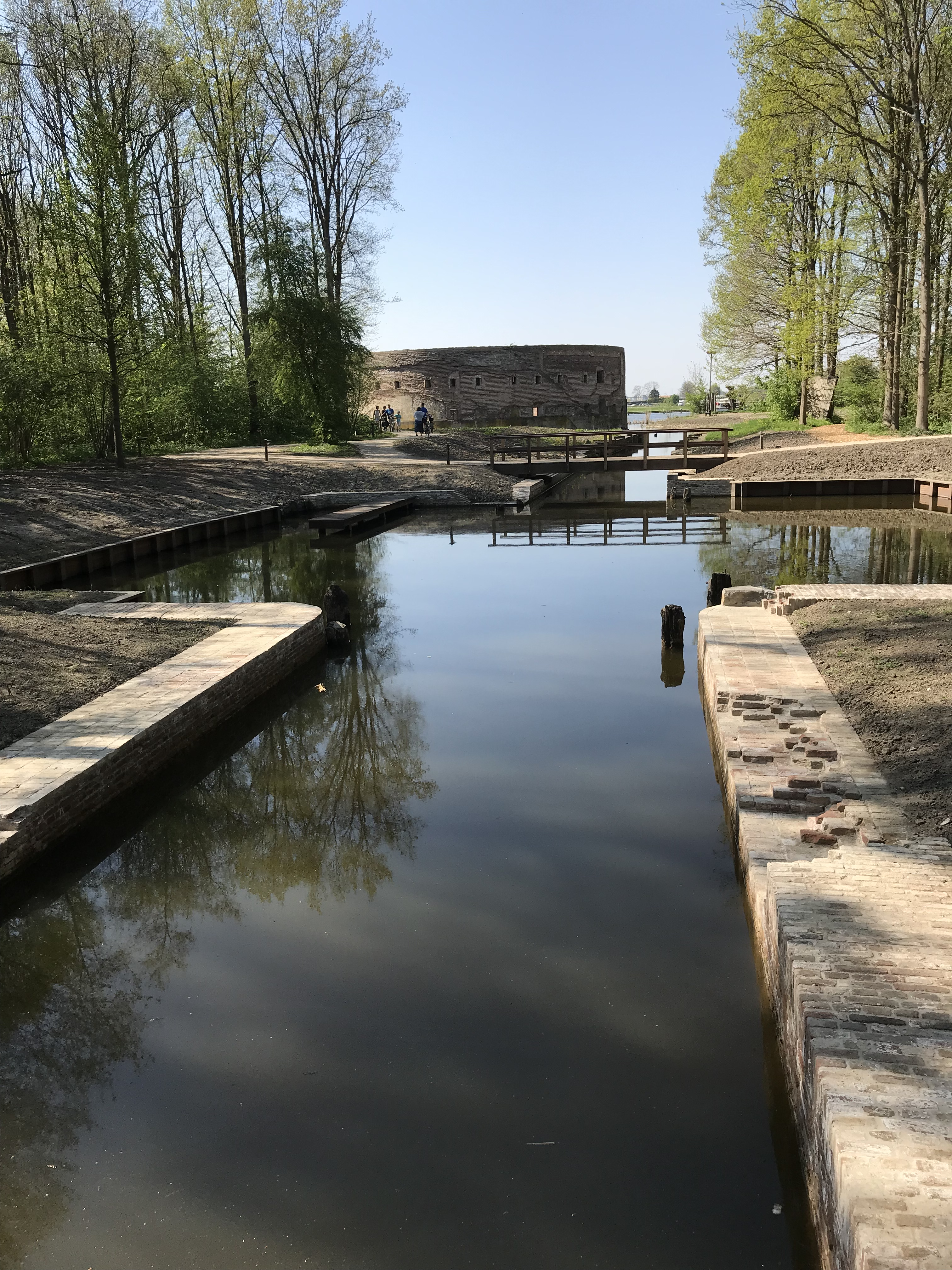
Zwaaikom en na de voetbrug de oude sluis in Fort Uitermeer. Op de achtergrond de Vecht en Weesp
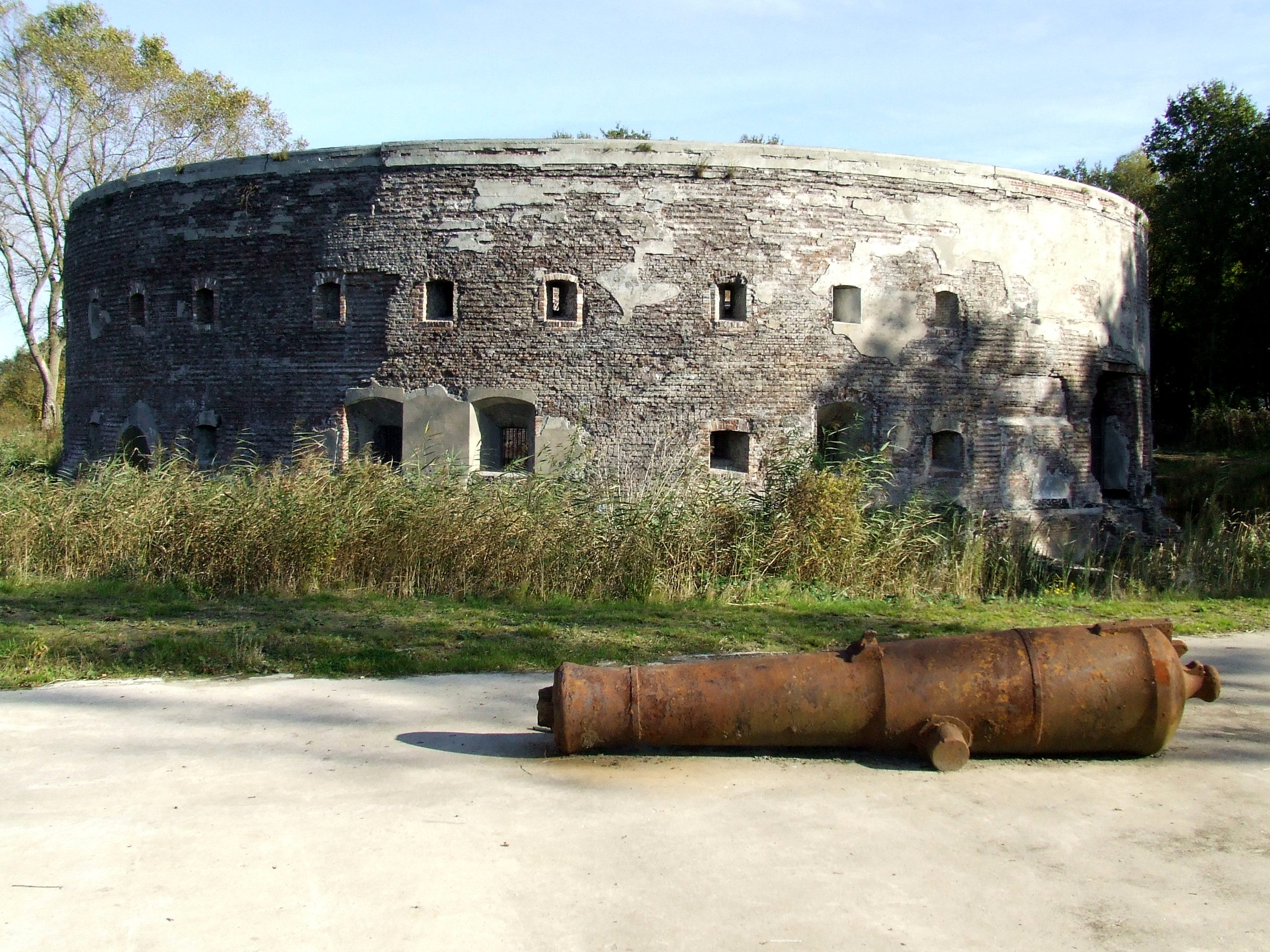
Torenfort in Fort Uitermeer, 2007
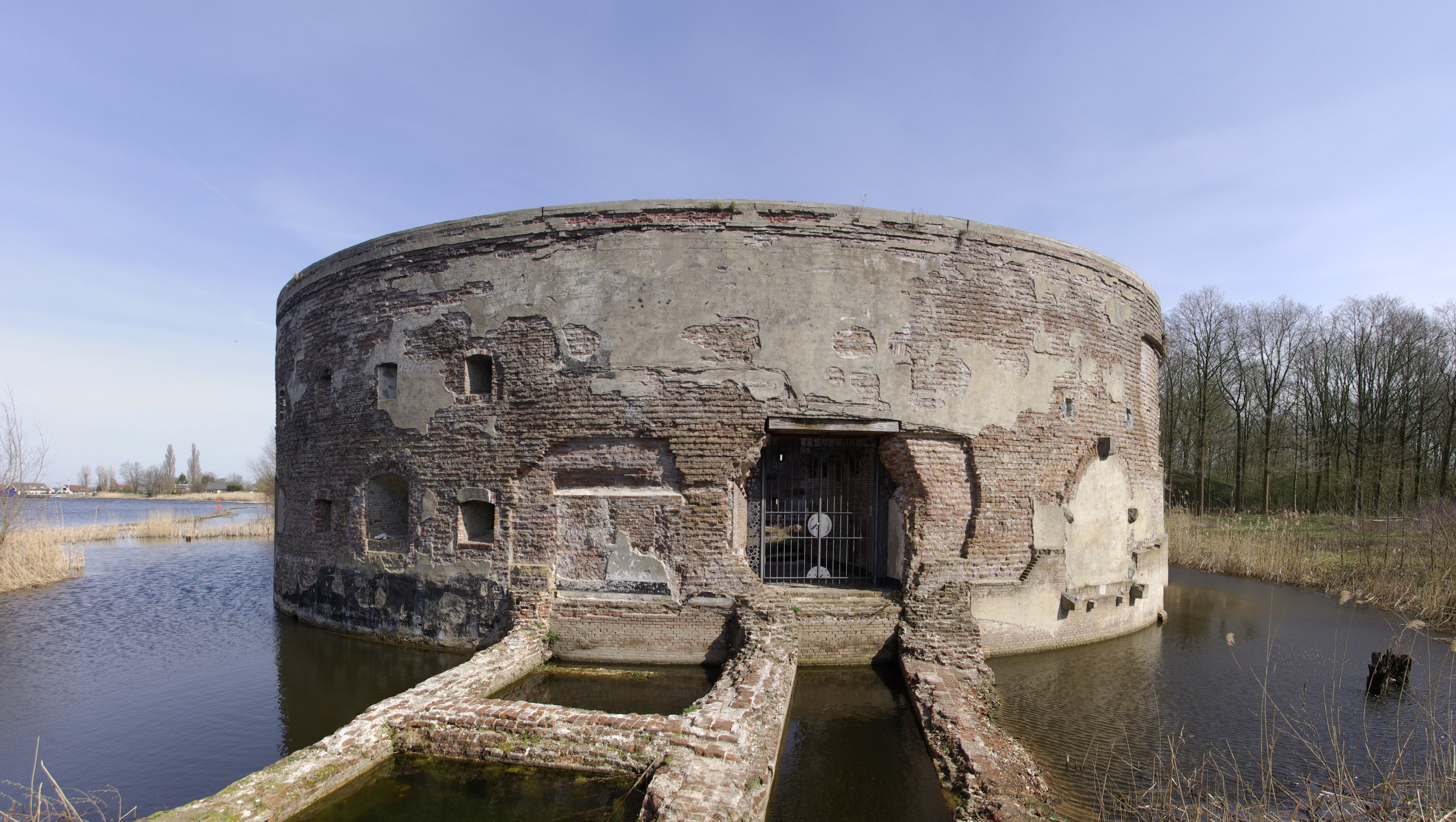
Torenfort en fundament van de toegangspoort naar het torenfort. Rechts is nog de oude dichtgemetselde toegang zichtbaar
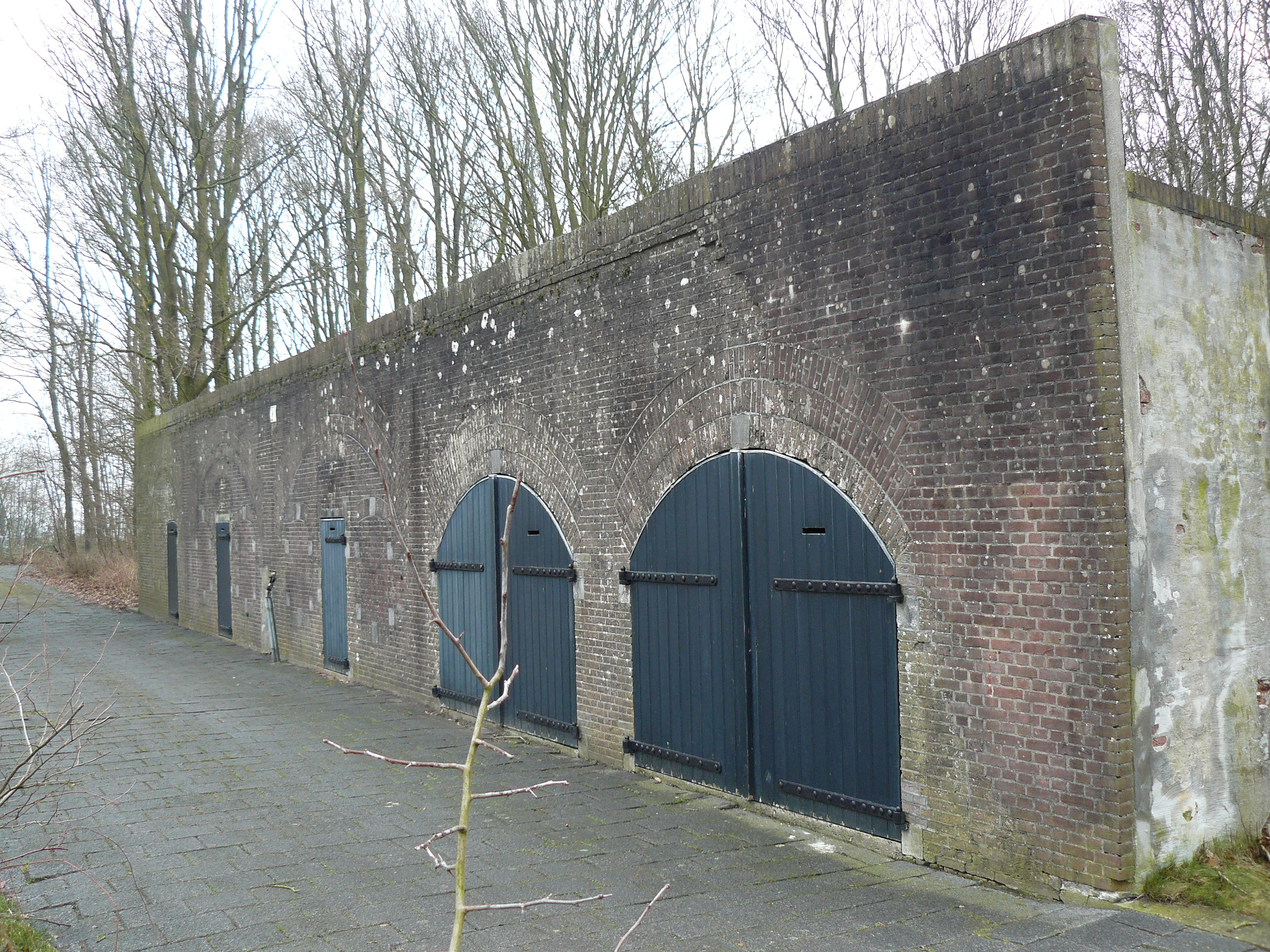
Voorzijde van de kanonremise. Gebouwd in 1874 en niet gesloopt in de jaren vijftig
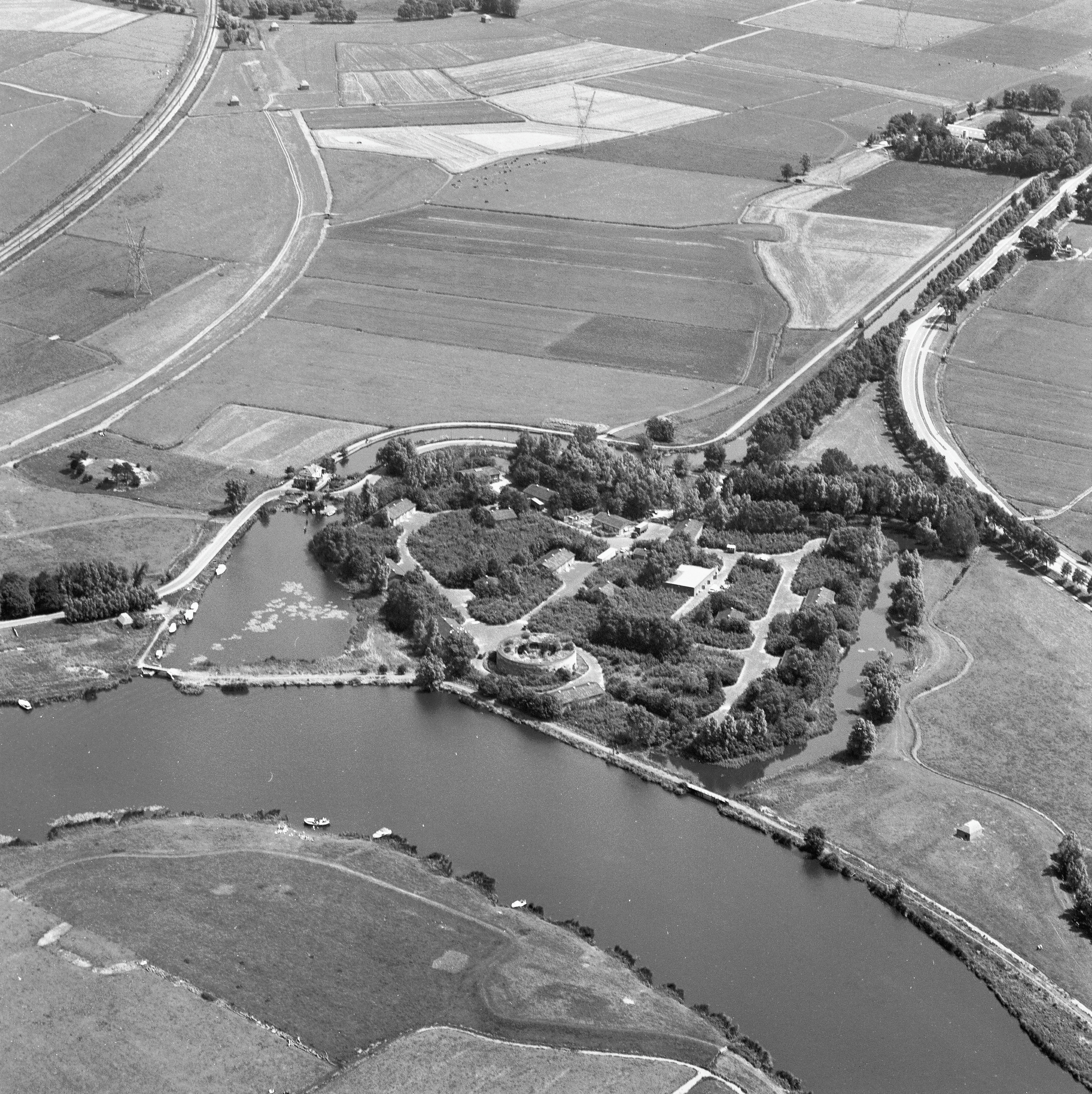
Fort Uitermeer als munitie-opslagcomplex
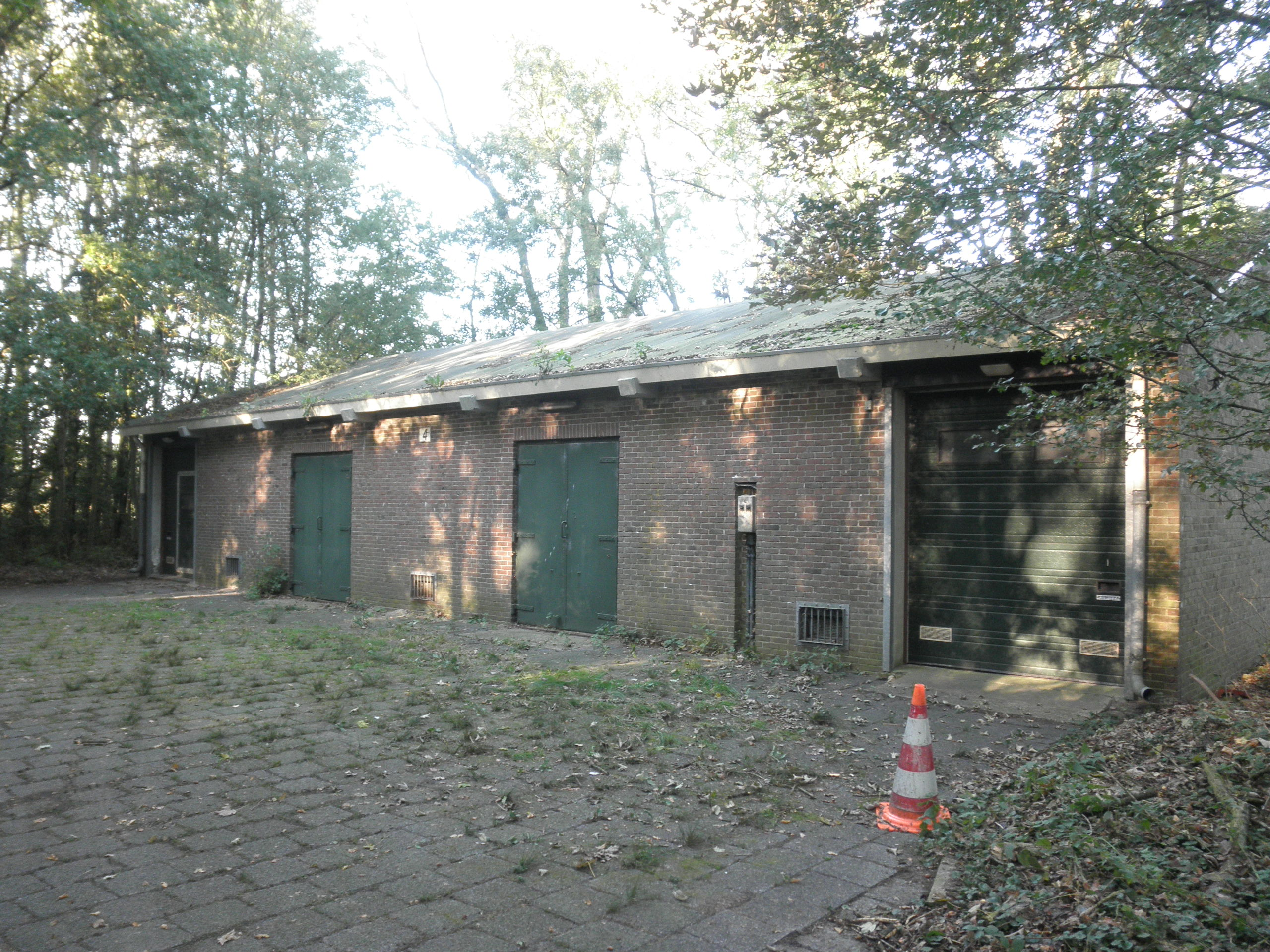
Magazijn of plofhuis in Fort Uitermeer
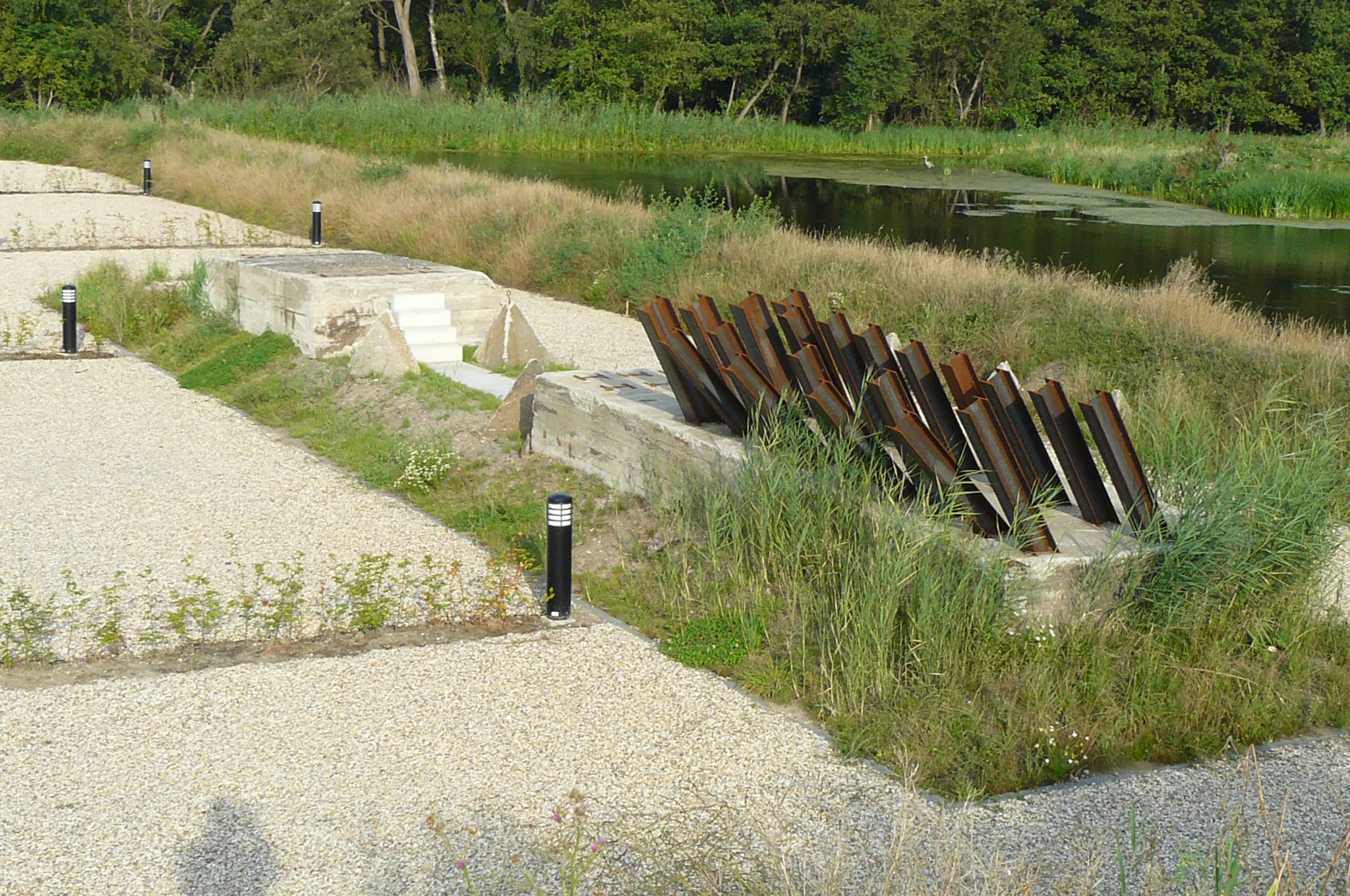
Aspergeversperring om de weg, de Provinciale weg 236, naar Fort Uitermeer te blokkeren.

## Naslagwerken
- De Stelling van Amsterdam, redactie Paul Vesters, Uitgeverij Matrijs, ISBN 90 5345 210 9

- Gemeinsame Normdatei: 7617222-3
- Rijksmonumentcomplex: 531341
- Virtual International Authority File: 248764544